# Westland Marathon 1993
De Westland Marathon 1993 werd gehouden op zaterdag 27 maart 1993. Het was de 24e editie van deze marathon. Start en finish lagen in Naaldwijk.
De Belg Marnix Goegebeur won de wedstrijd bij de mannen in 2:13.27. Hij was bijna twee minuten sneller dan de Rus Sergei Struganov, die tweede werd in 2:15.24. Bij de vrouwen was de Hongaarse Agota Farkas het snelste in 2:37.12.

## Uitslagen

### Mannen
| rang   | naam                | land | tijd    |
| ------ | ------------------- | ---- | ------- |
| Goud   | Marnix Goegebeur    | BEL  | 2:13.27 |
| Zilver | Sergei Struganov    | RUS  | 2:15.24 |
| Brons  | Yuriy Pavlov        | RUS  | 2:15.56 |
| 4      | Jean-Pierre Paumen  | BEL  | 2:16.25 |
| 5      | Gino Deleu          | BEL  | 2:17.32 |
| 6      | Chris Verbeeck      | BEL  | 2:19.20 |
| 7      | Wieslaw Lenda       | POL  | 2:19.38 |
| 8      | Tadesse Woldemeskle | ETH  | 2:19.38 |
| 9      | Mohamed Salmi       | ALG  | 2:20.09 |

### Vrouwen
| rang   | naam            | land | tijd    |
| ------ | --------------- | ---- | ------- |
| Goud   | Agota Farkas    | HUN  | 2:37.12 |
| Zilver | Maria Kawiorska | POL  | 2:50.58 |

1969 ·
1970 ·
1971 ·
1972 ·
1973 ·
1974 ·
1975 ·
1976 ·
1977 ·
1978 ·
1979 ·
1980 ·
1981 ·
1982 ·
1983 ·
1984 ·
1985 ·
1986 ·
1987 ·
1988 ·
1989 ·
1990 ·
1991 ·
1992 ·
1993 ·
1994 ·
1995 ·
1996 ·
1997 ·
2014